# Mössbauerspectroscopie
Mössbauerspectroscopie is een spectroscopische techniek die gebruikmaakt van het Mössbauereffect. Deze techniek behoort tot het vakgebied van de nucleaire vastestoffysica. Mössbauerspectroscopie is vernoemd naar de Duitse natuurkundige Rudolf Mössbauer, die in 1958 het Mössbauereffect ontdekte. Vanwege de hoge energie en de extreem smalle lijnbreedte van gamma-stralen, is Mössbauerspectroscopie een zeer gevoelige techniek wat energie- (en dus frequentie-)resolutie betreft, het is mogelijk veranderingen van slechts een paar deeltjes per 1011 waar te nemen.

## Basisprincipe

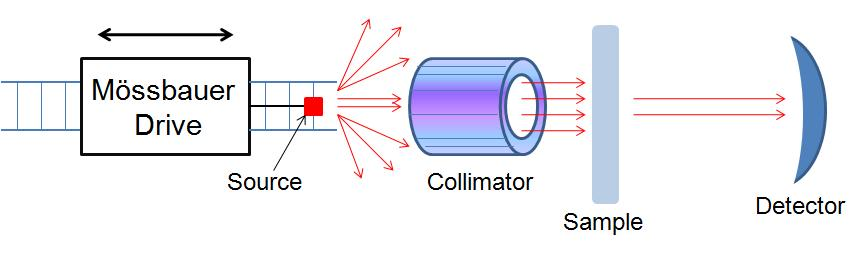
Schematische weergave een transmissie-Mössbauerspectrometer

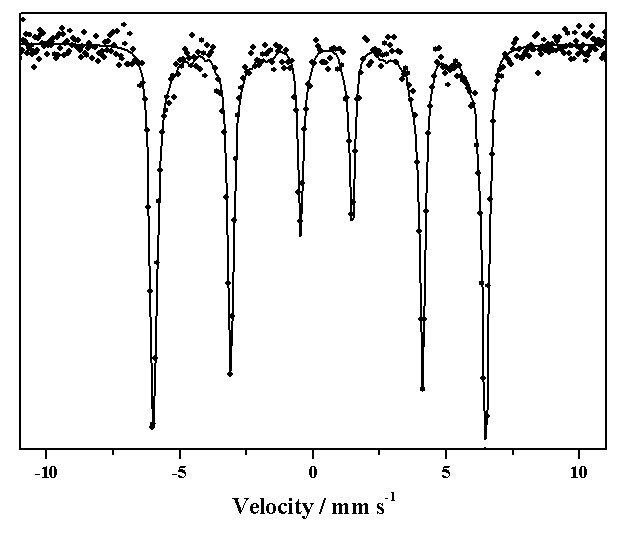
Een Mössbauerspectrum van ijzer-57

In zijn basisuitvoering bestaat een Mössbauerspectroscopieopstelling uit een bron met radioactieve atomen en een te bestuderen materiaal dat dezelfde soort atomen bevat (in de meeste gevallen ijzer-57). Daarachter wordt een detector geplaatst die de hoeveelheid radioactiviteit meet dat het te onderzoeken materiaal doorlaat. Doordat de radioactieve bron door het Mössbauereffect gammastralen kan uitzenden die geen energie hebben verloren door een terugslag, kan het te onderzoeken materiaal deze gammastralen weer absorberen. Ook deze absorptie moet dan plaatsvinden zonder dat er sprake is van energieverlies door een terugslag.
Door nu de bron met verschillende snelheden te bewegen (enkele mm/s) krijgen de uitgezonden gammastralen een dopplerverschuiving ten opzichte van hun oorspronkelijke energie. Als de energie van de gammastralen nu precies overeenkomt met een energieovergang van de absorber wordt de straling geabsorbeerd en krijgen we een dip in het doorlaatspectrum. Als de energie van de gammastralen niet overeenkomt met een energieovergang van de absorber wordt de straling niet geabsorbeerd en wordt er veel straling door de absorber doorgelaten. Het is nu mogelijk om een grafiek te maken van de hoeveelheid doorgelaten straling door de absorber en de snelheid van de bron. Dit geeft een grafiek met karakteristieke pieken (spectrum) waaruit informatie over de chemische omgeving en magnetisme van de atomen in de absorber gehaald kan worden.
Er is slechts een beperkt aantal atomen die met een relatief grote waarschijnlijkheid (de f-fractie) ioniserende straling zonder terugslag kunnen uitzenden. Hierdoor is deze techniek beperkt tot een klein aantal isotopen waaronder: ijzer-57, tin-119, jodium-129 en antimoon-121.